# Sébastien Paillat
Pour les articles homonymes, voir Paillat.
Sébastien Paillat, né le 11 septembre 1970 à Niort, est un joueur français de rugby à XV. Il mesure 1,73 m pour 75 kg, son poste de prédilection est arrière.
C’est le frère de Romuald Paillat.

## Carrière
- ?- 1988 : Stade niortais
- 1988-1993 : Stade rochelais
- 1993-1996 : CA Brive
- 1996-1997 : Castres olympique
- 1997-1999 : CA Bègles-Bordeaux
- 1999-2001 : Association sportive de Béziers Hérault
- 2001-2003 : Stade bordelais
- 2003-2005 : USA Limoges

## Palmarès
Avec le CA Brive
- Championnat de France de première division :
  - Vice-champion (1) : 1996
- Challenge Yves du Manoir :
  - Vainqueur (1) : 1996

Avec le Castres olympique
- Challenge européen :
  - Finaliste (1) : 1997[1]

Avec l'AS Béziers
- Championnat de France élite 2 :
  - Champion (1) : 2000